# Silsombos
Het Silsombos (ook Silsembos) is een naar Vlaamse normen relatief groot natuur- en bosgebied (tussen 50 en 100 ha) in de Belgische gemeenten Kortenberg (Erps-Kwerps) en Kampenhout (Nederokkerzeel). Het Silsombos vormt het westelijke deel van een groot boscomplex dat zich ook uitstrekt over het grondgebied van de gemeente Herent.
Volgende dorpen liggen rond het bos: Kwerps, Nederokkerzeel, Wilder, Buken, Veltem-Beisem. Het Silsombos is bekend voor zijn bosorchissen. Silsom (of Silsem) verwijst naar een oud toponiem dat even ten noorden van de buurt Olmenhoek (Kwerps) gelegen is, de huidige Silsomstraat. Het gebied is Europees beschermd als onderdeel van Natura 2000-gebied 'Valleigebied tussen Melsbroek, Kampenhout, Kortenberg en Veltem (BE2400010).
Het Silsombos maakt deel uit van een fossiele oost-west georiënteerde rivierbedding, mogelijk van de Dijle/Demer, die verder via het Torfbroek (watert nu af via de Weesbeek), Hellebos (watert nu af via de Barebeek) en de vallei van de Trawool (Floordambos, Peutiebos, Vilvoorde-Broek) naar de Zenne bij het huidige Vilvoorde stroomde. Het Silsombos vormt vandaag een deel van De Groene Vallei, een complex van natuurgebieden in het gebied tussen Brussel, Mechelen en Leuven. Sinds 2016 is er aan de westelijke rand van het Silsombos een bezoekerscentrum van de Groene Vallei gevestigd. Er bestaan drie wandelingen in het Silsombos, aangeduid met bordjes. Het Silsombos beslaat voornamelijk de natte vallei van de Weesbeek, even voordat deze samenvloeit met de Molenbeek. In het oosten sluit het bos aan op het Kareelbos (Kampenhout) en het Langenbos (Herent). De afwatering van het Silsombos gebeurt via de Weesbeek (via Kampenhout) en via de Molenbeek (via Wilder en Relst) naar de Dijle tussen Rijmenam en Hever.

## Andere natuurgebieden in de buurt
Even ten zuiden van het Silsombos, tussen Beisem en de wijk Zonnewoud (Kortenberg), ligt de Molenbeekvallei, een ander natuurgebied. Ten noordoosten van Veltem ligt het Kastanjebos. Ten noordwesten van het Silsombos, tussen Nederokkerzeel en Kampenhout-Berg, ligt het Torfbroek, een verlengde van het Silsombos.

## Afbeeldingen

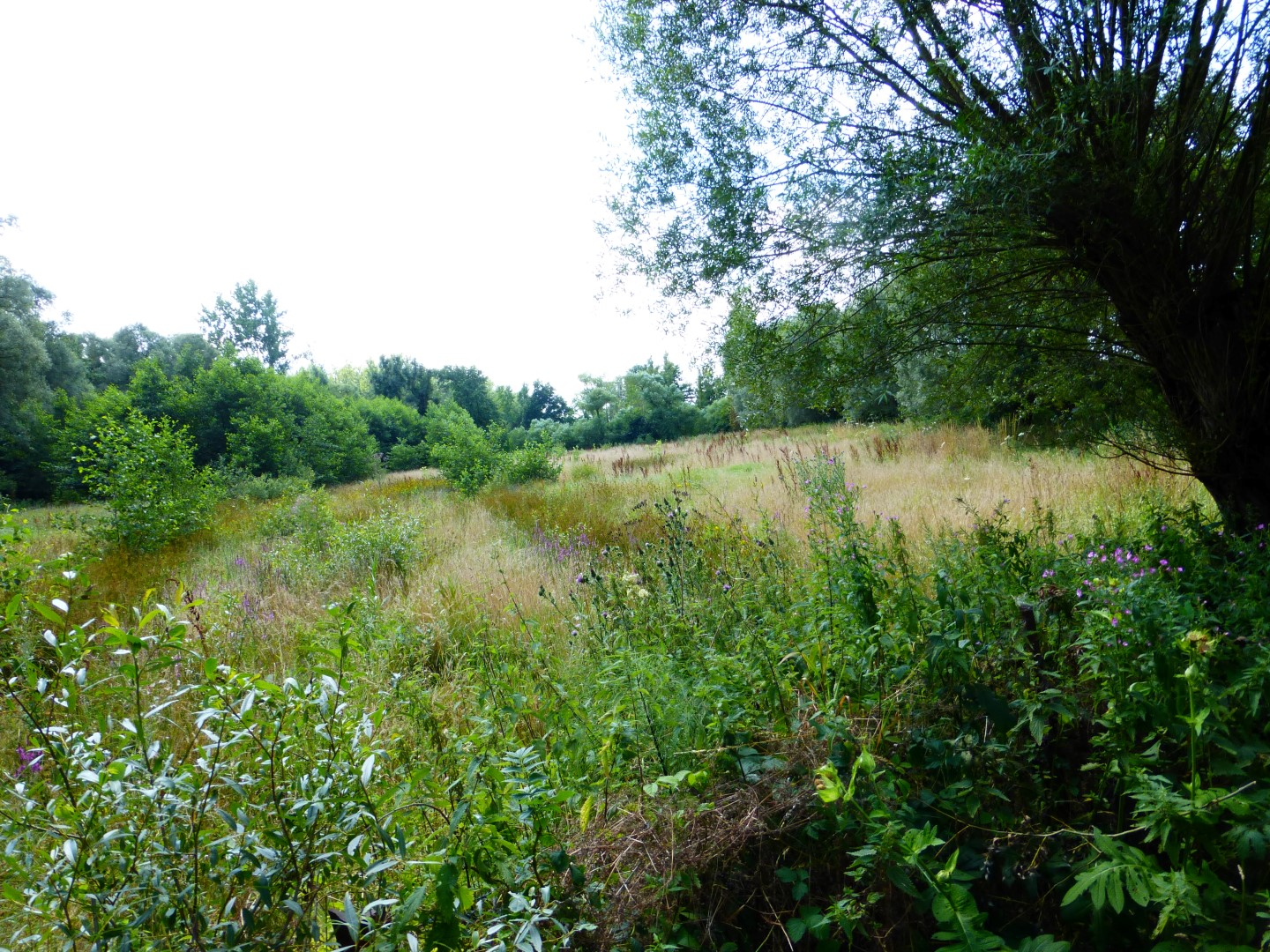
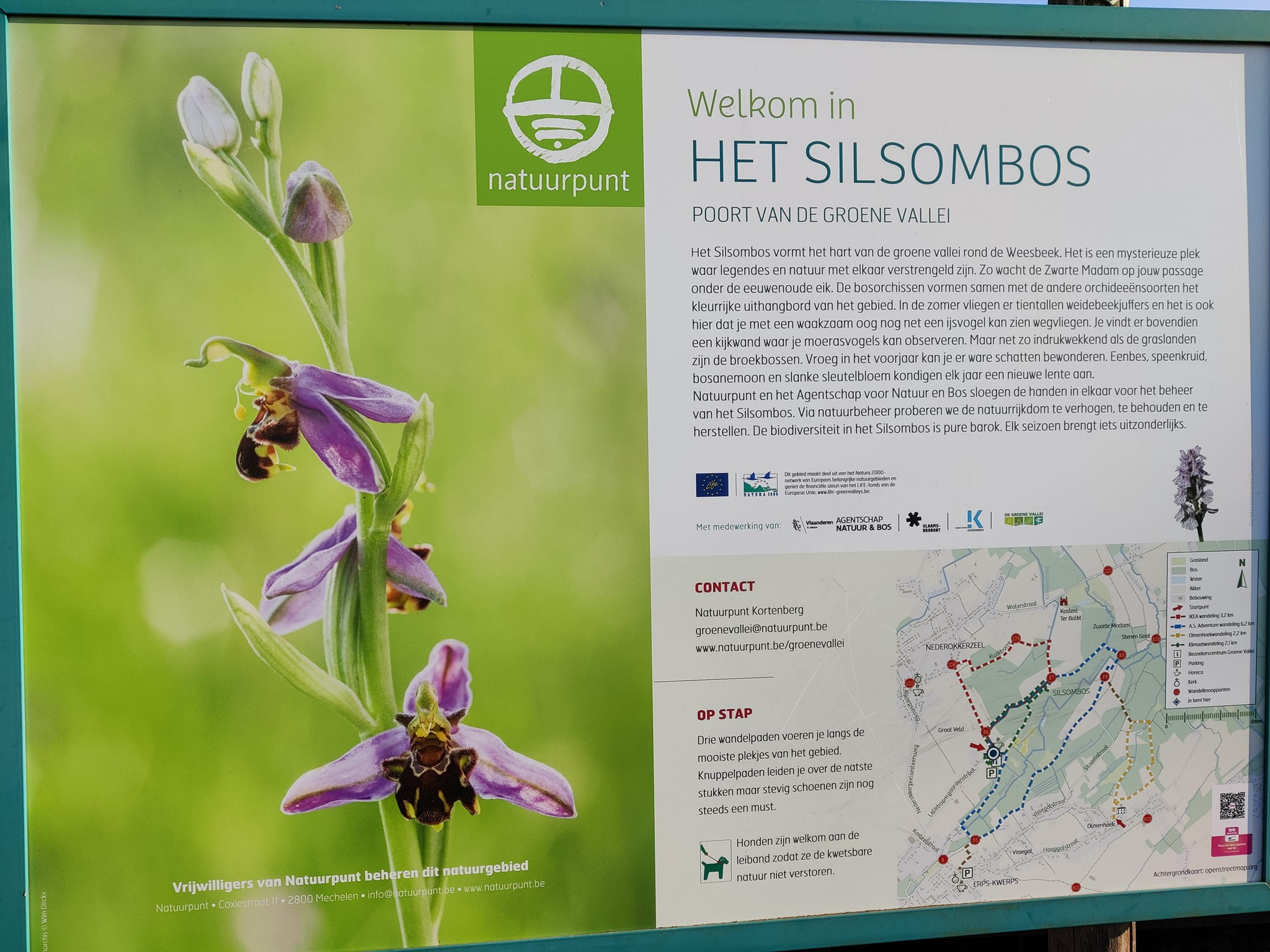
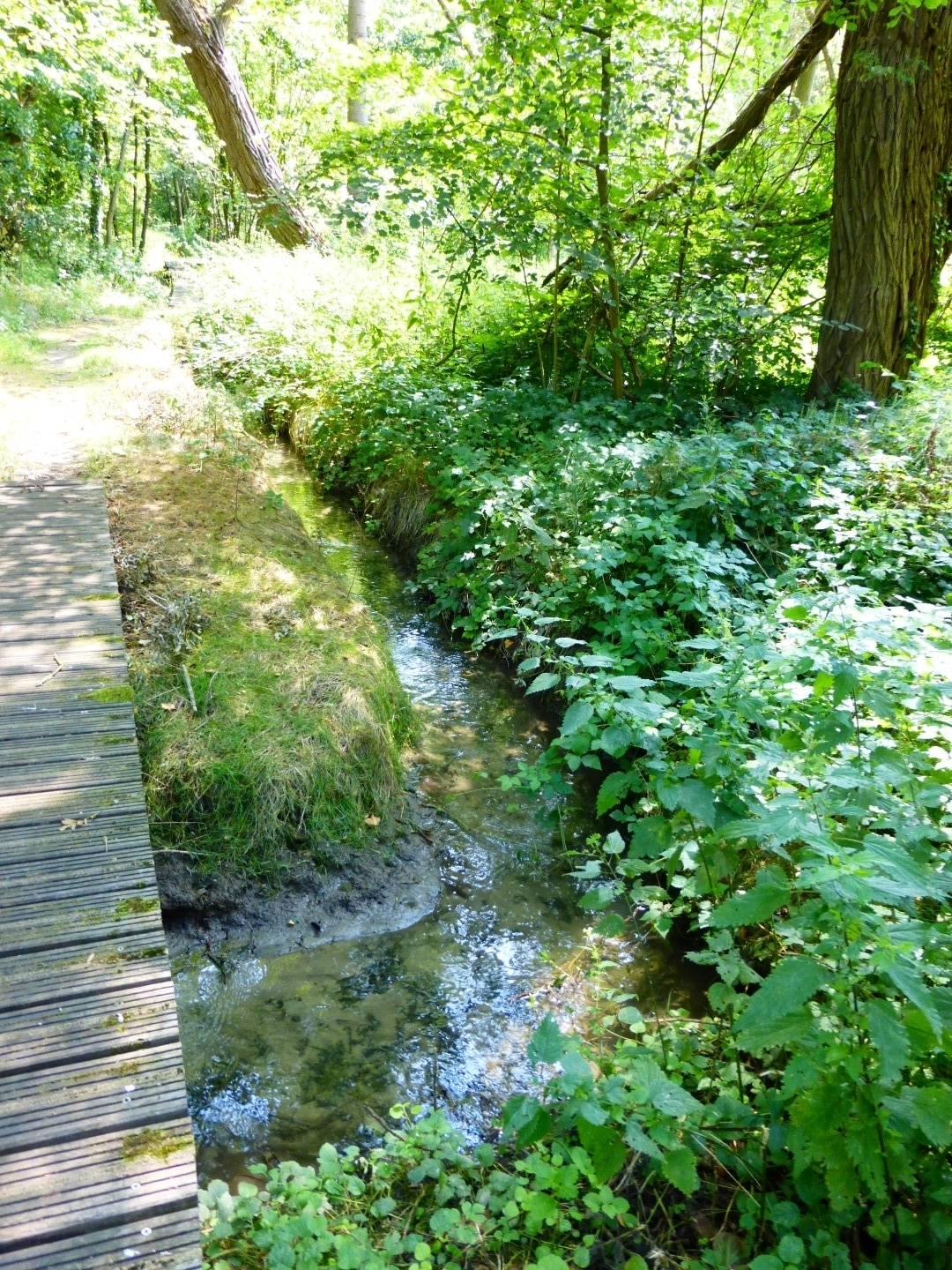
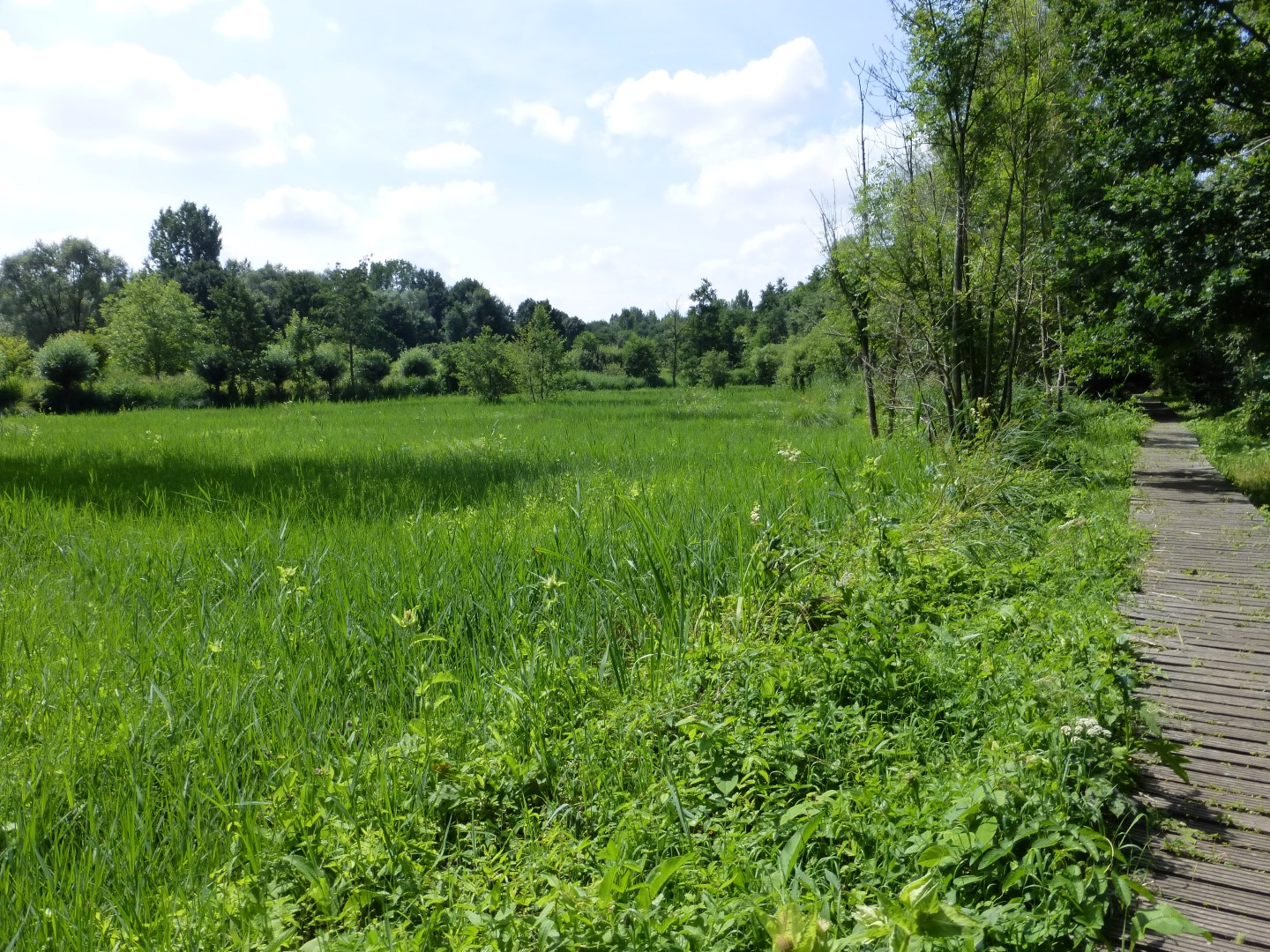